# Alessandro Fregoso (vescovo)
Alessandro Fregoso (Genova, 1462 circa – Roma, 1519 circa) è stato un vescovo cattolico e condottiero italiano.

## Biografia

Stemma dei Fregoso

Era figlio naturale di Paolo Fregoso, al tempo arcivescovo e Doge di Genova.
Fu inizialmente educato alla corte dei Gonzaga di Mantova, dove il padre si era rifugiato assieme all'altro figlio Fregosino (1460-1512) nel 1464. Proseguì gli studi a Pavia, Bologna e Roma, dove il padre venne eletto cardinale presbitero di Sant'Anastasia nel 1480.
Grazie al padre, nel 1487 ottenne il vescovato di Ventimiglia, che abbandonò nel 1501 per dedicarsi al mestiere della armi. Fu al servizio di due papi, Giulio II e Leone X.
Nel 1504 risiedeva Napoli e col re Ferdinando II d'Aragona intendeva cacciare i francesi da Genova, occupata da quattro anni, ma Giulio II impedì l'impresa. Nel 1511 riprese il vescovato di Ventimiglia tentando nel contempo di impossessarsi di Genova, ma venne catturato e condotto a Milano. Fu liberato nel 1512, quando i francesi abbandonarono la Lombardia. Nel 1518 rinunciò nuovamente al vescovato.
Nel 1519 tentò di entrare con gli armati in Genova per cacciare il doge e nemico Ottaviano Fregoso, alleato dei francesi. I suoi piani vennero scoperti e Alessandro Fregoso, attraverso gli Appennini, tentò di attaccare il duca di Ferrara Alfonso I d'Este, partigiano della Francia. Ma l'amico degli Estensi, il marchese di Mantova Federico II Gonzaga, impedì il passaggio sul Po. Tentò inutilmente di attaccare l'abitato di Concordia, ma l'impresa fallì. Congedato l'esercito, fece ritorno a Roma e perse la fiducia di papa Leone X.